# 2,4,6-Trichloranisol
2,4,6-Trichloranisol (TCA) ist ein chlorhaltiger, aromatischer Kohlenwasserstoff von intensiv schimmlig-muffigem Geruch. Dieses Derivat des Phenols wird als Fungizid eingesetzt und ist der Hauptverursacher des Korkgeschmackes, des bedeutendsten olfaktorisch-gustatorischen Weinfehlers sowie des Muffelgeruchs von Gebäudeschimmel und von älteren Fertigteilhäusern aus Holz.

## Vorkommen

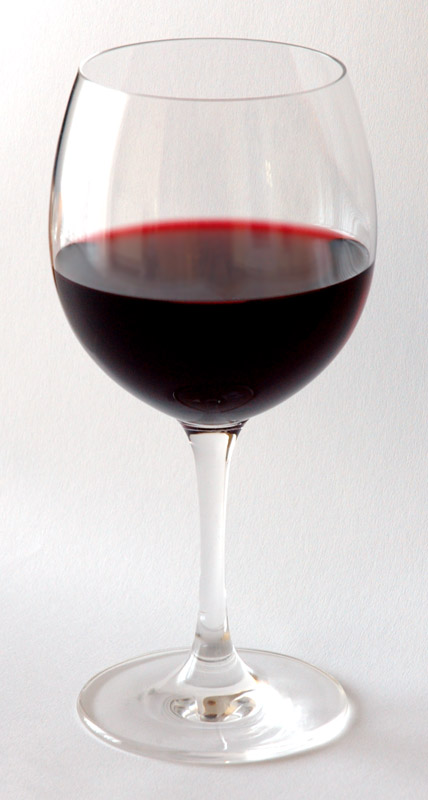
TCA ist die Hauptursache für Korkgeschmack bei Weinen

2,4,6-Trichloranisol ist eine Ursache für einen Korkton im Wein (andere Quellen geben Schimmelpilze an). TCA gelangt unter anderem über belastete Korken in den Wein. Weitere Quellen für TCA und anderen für den Korkgeschmack verantwortliche Substanzen können Umsetzungsprodukte von Pentachlorphenol (PCP), das aus mit PCP behandeltem Holz in den Lagerräumen stammt, und andere chlorierte und bromierte Substanzen, bzw. deren Reaktionsprodukte, wie chlorhaltige Reinigungsmittel sein. Es kann auch in Rosinen, ätherischen Ölen, Trinkwasser, Mineralwasser in Flaschen und Bier vorkommen. TCA wurde ebenfalls als Luftschadstoff in der Raumluft von Fertighäusern festgestellt.
Bei Schimmelbefall von Papier entsteht ebenfalls 2,4,6-Trichloranisol.

## Gewinnung und Darstellung
Im Labor ist 2,4,6-Trichloranisol durch Methylierung von 2,4,6-Trichlorphenol zugänglich.

## Eigenschaften
Die Substanz bildet farblose Kristallnadeln und ist in Wasser praktisch unlöslich. 2,4,6-Trichloranisol ist geschmacklich selbst in geringsten Konzentrationen festzustellen, die Wahrnehmbarkeit (sensorische Grenze) liegt individuell verschieden zwischen etwa 2 und 100 ng/l. Die Geruchsschwelle in der Raumluft wird mit 2 ng·m−3 angegeben. Geschmacklich auffällig in Wein ist die Verbindung bereits in Konzentrationen von oberhalb 15–20 ng/l. Bei Temperaturen von über 160 °C kann die Verbindung von Kork entfernt werden.

## Analytik
Zur zuverlässigen Identifizierung und Quantifizierung des 2,4,6-Trichloranisols wird die Festphasenmikroextraktion mit nachgeschalteter GC/MS-Kopplung eingesetzt. Die Nachweisgrenze für untersuchte Wasserproben wird beim Einsatz dieser Methode mit 0,02 ng/l angegeben.

## Abhilfe
In älteren Fertighäusern wird der arttypische „Muffelgeruch“ vom biogenen Abbau des früher verwendeten Holzschutzmittels Pentachlorphenol zu 2,4,6-Trichloranisol hervorgerufen. In der Raumluft auftretende Chloranisole können durch Sperranstriche oder das Aufbringen einer Aktivkohletapete beseitigt werden.